# The Outlast Trials
The Outlast Trials es un videojuego de terror y supervivencia psicológico en primera persona desarrollado y publicado por Red Barrels. Es la tercera entrega de la serie Outlast, que sirve como precuela de los dos primeros juegos y presenta sujetos de prueba en un misterioso experimento basado en la Guerra Fría, donde nos harán un lavado de cerebro para hacernos "Armas Humanas". El juego completo fue lanzado el 5 de marzo de 2024, Su versión anticipada salió un 18 de mayo de 2023.

## Desarrollo
Outlast 3 se anunció en diciembre de 2017, aunque no se confirmaron plazos ni plataformas de destino. Durante este anuncio, Red Barrels dijo que debido a que no podían agregar fácilmente contenido descargable para Outlast 2 debido a su estructura, tienen un proyecto separado más pequeño relacionado con Outlast que se lanzará antes de Outlast 3.
The Outlast Trials no es una secuela directa de Outlast 2. Se trata de sujetos de prueba en un misterioso experimento de la Guerra Fría que se desarrolla en el mismo universo de los juegos anteriores. El cofundador de Red Barrels, David Chateauneuf, dijo que "la prueba de concepto ya está completa y el equipo del juego está en modo de desarrollo".

### Mercadotecnia
El 4 de diciembre de 2019, Red Barrels lanzó una imagen teaser del juego. El 13 de junio de 2020, se lanzó un avance, anunciando un lanzamiento en algún momento de 2021.
El 25 de agosto de 2021, Red Barrels participó en la convención de videojuegos Gamescom lanzando un nuevo tráiler del juego anunciando una nueva fecha de lanzamiento, el 18 de mayo de 2023.